# 1166년

## 연호
- 남송(南宋) 건도(乾道) 2년
- 금(金) 대정(大定) 6년
- 일본(日本) 에이만(永万) 2년 / 닌난(仁安) 원년
- 서하(西夏) 천성(天盛) 18년
- 리 왕조(李朝) 찐롱바오응(正隆寶應) 4년

## 기년
- 남송(南宋) 효종(孝宗) 4년
- 금(金) 세종(世宗) 6년
- 고려(高麗) 의종(毅宗) 20년
- 서하(西夏) 인종(仁宗) 27년
- 리 왕조(李朝) 영종(英宗) 29년

## 탄생
- 고려(高麗)의 무신정권(武臣政權) 집권자(執權子) 최우(崔瑀)